# Халкедон

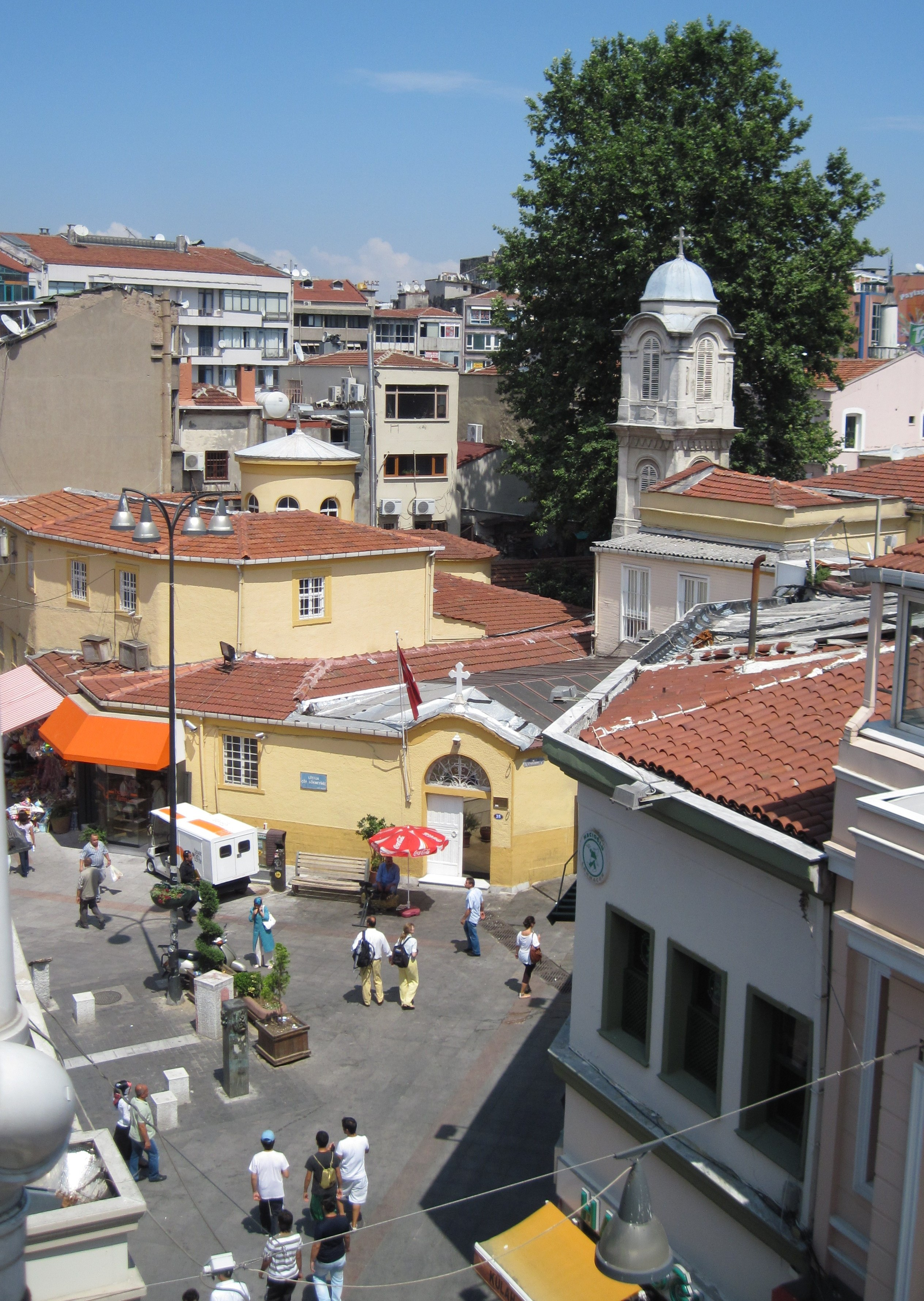
Церква святої Євфимії

Халкедон (грец. Χαλκηδώ), Халкідон, також Калхедон (грец. Καλχηδών) — давньогрецьке місто, мегарська колонія у Малій Азії, у Віфінії. Засноване близько 680—675 до н. е.

## Історія
Халкедон був значним торговельним центром, проте занепав внаслідок того, що Нікомед Віфінський відвів частину жителів у Нікомедію (140 до н. е.). Згодом місто називалось Юстиніанією і було головним містом провінції Віфінії або лат. Pontica prima. Тут був знаменитий оракул і храм Аполлона.
У 451 році в Халкідоні в храмі великомучениці Євфимії пройшов Четвертий Вселенський собор, який був скликаний імператором Маркіаном задля засудження єресі Євтихія. Собор затвердив нинішній текст Символу Віри і засудив монофізитство.
На території давнього Халкедона нині розташоване місто Кадикей, яке є районом сучасного Стамбула. Нова назва перекладається як «село Кади», на честь першого Кади (прокурора) Стамбула, якому була дарована ця територія у спадок. Від давньої ж назви Халкедон походить назва мінералу халцедон.

## Відомі люди
- Ксенократ Халкедонський — давньогрецький філософ.
- Боет — давньогрецький скульптор.
- Герофіл — давньогрецький медик, анатом.
- Фрасимах — софіст.
- Фалес Халкедонський — державний діяч.
- Свята Євфимія — ранньо-християнська свята та мучениця.
- Пимен — митрополит Київський і всієї Руси, помер у Халкідоні, був похований у церкві в ім'я святого Івана Предтечі.
- Святий Авксентій — ранно-християнський сирійський святий, монах та аскет.